# France Joli
 (mai 2011).
Améliorez-le ou discutez des points à vérifier. 
 (juillet 2023).
Si vous disposez d'ouvrages ou d'articles de référence ou si vous connaissez des sites web de qualité traitant du thème abordé ici, merci de compléter l'article en donnant les références utiles à sa vérifiabilité et en les liant à la section « Notes et références ».
 (octobre 2018).
France Joli, née à Montréal le 2 février 1963, est une chanteuse de funk québécoise. Elle a connu une série de succès à la fin des années 1970 et au début des années 1980.

## Biographie
France Joli rencontre le succès chez Prelude Records, avec des compositions disco, produites par Tony Green, spécialiste des chanteurs adolescents qui a découvert en même temps Freddie James, le fils de Geraldine Hunt.

### Premier album
France Joli publie son premier album à la fin de l'été 1979 : France Joli (no 26). Le premier 45 tours qui en est tiré, Come to me, est classé no 1 disco, no 36 R&B et no 15 pop (septembre). Cette chanson est un imparable succès de discothèque de 132,9 pulsations par minute qui fait de son interprète la plus jeune no 1 des listes de vente aux États-Unis. Le second 45 tours de l'album est Don't stop dancing. Les faces 2 des simples, Let go et Playboy sont dans le même genre musical. Comme la majeure partie des disques du label Prelude, il est d'abord pensé pour les discothèques : en cela le rythme des chansons est éloquent puisqu'il est de 132 pulsations par minute (plus précisément de 132,9 pour Come to me, de 132,8 pour Let go, de 132,5 pour Don't stop dancing et de 127,3 pour Playboy). De plus, cet album est aussi disponible dans un double album pour les DJ (en fait les deux 12" pour discothèques avec une chanson par face).
Face à cet énorme succès, France Joli fait de nombreuses apparitions télévisées aux États-Unis (Merv Griffin Show, Dinah Shore, Midnight Special). Elle a aussi fait la première partie du concert de Peaches & Herb à Las Vegas. Une autre de ses apparitions est celle qu'elle a faite en juillet 1979 à Fire Island quand elle a remplacé Donna Summer.

### Deuxième album
En 1980, elle poursuit ses succès de discothèque avec Tonight (no 175) don't est extrait The heart to break the heart (128 bpm). Cette chanson reprend le canevas de Come to me : introduction lente, crescendo, voix qui reste longtemps sur les notes, et pont en duo avec un homme. Cette chanson est no 3 disco en août tout comme sa face 2 Feel like dancing (116 bpm). Dans ce disque, France Joli s'oriente aussi vers la ballade avec This time (le premier 45 tours), When love hurts inside et Tonight. Le reste du disque est du funk, mais plus poussif et moins réussi que les deux hits, comme Tough luck et Stoned in love. La réalisation artistique, aussi aboutie que pour le précédent album, est de nouveau due à Tony Green.
La chanson The heart to break the heart est éditée en 45 tours en version courte de 3:45 avec Feel like dancin' en version 4:00 sur la face 2.

### Dernier album pour Prelude
À l'été 1981, elle lance Gonna get over you, son premier 12" single qui n'est plus limité qu'aux seuls DJ – et le premier 12" de Prelude avec une photographie sur la pochette. Cet excellent titre funk de 110 bpm, réalisé par William Anderson et Raymond Reid de Crown Heights Affair, est no 2 disco. Il contient une version longue de 7:15 et une version senza voce de 6:30. Début 1982, elle lance l'album, intitulé Now !. C'est un très bon album, peut-être son meilleur, avec un autre petit frère de Come to me, intitulé Can we fall in love again. Il sera d'ailleurs édité en 12" single comme face 2 de Your good lovin' (les deux en version album, no 53 dance) ; c'est le seul titre de l'album réalisé par Darryl Payne et surtout Eric Matthew (qui a son actif des succès pour Gary's Gang et Sinammon). Ces réalisateurs artistiques profitent d'ailleurs à d'autres chanteurs de Prelude : Anderson / Reid pour Unlimited Touch et Empress, Matthew / Payne pour Sharon Redd et Secret Weapon. Le reste de l'album oscille entre le très bon funk à l'image des titres précédents (I wanna take a chance on love de 108 bpm et I need someone), et une variété insipide visant le marché adulte (I'm still thinking of you, Now et Everlasting love). Gonna get over you connaîtra une version en espagnol de 7:15 : Te olvidaré.
En 1982, elle fait la première partie du concert des Commodores au Radio City Music Hall de New York. Puis elle quitte Prelude, qui vit ses dernières années, et signe un contrat chez Epic.

### Années Epic
La suite de la carrière de la chanteuse chez Epic est plus ambiguë et moins enthousiaste : elle sortira deux albums de funk-rock FM moins bien reçus, Attitude (1983), réalisé par Pete Bellotte, et Witch of love (1985), réalisé par George Duke. Certains affirment que son succès était dû au talent visionnaire de ses producteurs chez Prelude et non à sa personnalité artistique.
Dans le premier album, sorti fin août 1983, ne sortent du lot que la reprise de Standing in the shadows of love avec les Pips aux chœurs et Nasty love. La sortie de l’album avait été précédée par celle du simple Girl in the 80's. Sur le 12" on trouve une version rallongée d'une minute (4:40) en face 1 et la version album en face 2. Le second simple est Blue-eyed technology. Le 12" propose un remix long (6:10) et la version 45 tours (3:15). Girl in the 80's / Standing in the shadows of love se classe no 46 dance en novembre et Blue-eyed technology no 61 dance en janvier 1984.
Dans le second album seul le très bon simple, Does he dance sort du lot. Il a d'ailleurs été remixé en version longue par Shep Pettibone (en version 6:20 avec un dub de 5:30 en face 2) et s'est classé no 40 dance.
Comme toutes les stars du disco, France Joli a eu du mal avec la musique des années 1980, et ce malgré la grande qualité de Now !, des réalisateurs artistiques d'envergure chez Epic (Giorgio Moroder est même le producteur exécutif du premier) et un coimprésario faisant partie de Weisner-DeMann, qui s'occupaient aussi de la carrière de Michael Jackson ou Madonna (l'autre coimprésario de France Joli est sa mère, Michelle Joli). D'autres artistes comme Donna Summer, Linda Clifford, Chic, Gloria Gaynor, Amii Stewart ou Sylvester sont aussi dans ce cas et, comme elle, ne dépassent pas le hit occasionnel dans les années 1980. L'erreur d'Epic a aussi été de l'orienter vers une variété plus rock, à un moment où la dance-music s'enrichissait de nouvelles formes comme le break ou la house. De plus la popularité de France Joli était très nord-américaine (Canada, États-Unis, Mexique). Si les disques Prelude sont bien distribués en Europe, ses disques Epic ne sont pas disponibles. Elle n'a donc pas pu se reporter sur un marché européen souvent plus fidèle que le marché nord-américain, comme l'ont fait Tina Turner, Diana Ross ou Amii Stewart.
Après les deux albums Epic, France Joli vivra sur ses hits passés. Déjà fin 1983, Prelude avait remixé The heart to break the heart en un remix de John Morales et Sergio Munzibai disponible en trois versions : courte de 4:40, longue de 9:20 et senza voce de 6:00. Cette pratique était encore assez rare à l'époque.

### Remixes et compilations
En 1988, sur la compilation Prelude mastermixes, on trouve un remix de Gonna get over you (7:10) et un autre de I wanna take a chance on love (7:15). Ces versions légèrement remixées avaient été accompagnées d'une autre, un remix de la version longue de Gonna get over you (6:35), amputée de son intro, disponible sur la compilation Dancin' memories. Cette chanson sera néanmoins magistralement actualisée par un véritable remix de Raymond Cazaux en 1989 (en version 5:40 avec 0:30 de bonus beats en prime et en face 2 les versions longues vocale et instrumentale originales) dans la série History of Prelude. Gonna get over you est par ailleurs disponible sur de très nombreuses compilations générales, dans sa version d'origine.
En 1989, Unidisc sort une compilation intitulée Greatest hits. On y retrouve les chansons dans leurs versions longues de l'album (Come to me, Let go rebaptisée Don't let go, Feel like dancing, I wanna take a chance on love, I’m still thinking of you, I need someone et Everlasting love), les remixes longs de The heart to break the heart et Gonna get over you et en prime Te olvidaré.
Come to me est aussi disponible sur deux compilations générales : Prelude's greatest hits vol. IV parue en 1990 (en version intégrale) ou Prelude passion parue en 1985 (en version 7" -non suffisante). On retrouvera aussi Come to me en version courte sur la compilation Rhino parue en 1992 Billboard top dance hits - 1979 et sur d'autres compilations générales.
Fin 1992-début 1993, sortent quatre remixes de Come to me chez Unidisc, deux néo-classiques et deux house, disponibles avec la version originale longue sur un simple Unidisc : le Classy 70's disco remix, le Classic mix (le plus réussi, synthèse des années 1970 et 1990), le Techno dub mix et le Vibe mix. Le premier et le dernier sont dus à Ivan Pavlin et Gino Olivieri tandis que les deux autres sont de Robert Matichak.
En 1993, Prelude/Unidisc réédite France Joli (sous le titre Come to me), Tonight et Now !. Sur Come to me on trouve en titres additionnels Come to me, Let go, Playboy et Don't stop dancing en versions courtes puis Come to me en version instrumentale et en remix de 1992, le Classy 70's disco remix. Sur Tonight on a en plus les remixes long, court et instrumental de The heart to break the heart. Sur la réédition de Now ! on trouve en bonus Gonna get over you en remixes long, instrumental et en espagnol.
En 1993, Gonna get over you est réédité sur la compilation Unidisc Dance classics : the hits, volume 2. On retrouve aussi ce titre sur Best disco album in the universe, volume 4 (Essex). Toujours en 1993, la compilation The hot classics box set (Hot tracks) propose The heart to break the heart sur le volume 1 (remix de Stephen Freeman).

### Retour
En 1996, France Joli fait un retour sur le devant de la scène chez Popular Records avec un titre de musique de danse remarqué, Touch, où elle retrouve Tony Green à la réalisation artistique. Ce titre, un autre enfant naturel de Come to me, d'ailleurs remixé la même année, est disponible en six remixes sur le simple CD dont le très bon Ocean drive house mix. Touch est aussi proposé en deux vinyles, qui diffèrent dans le choix des mixes. La chanson se classe no 24 dance en janvier 1997. En 1997, elle sort l'excellent Breakaway dans la même veine. Le second CD simple de Breakaway propose aussi deux remixes de Touch. Parmi les remixeurs, on trouve Junior Vasquez pour les deux chansons. Ces titres, originellement chez Popular records, sont suivis d'un album If you love me, distribué uniquement au Canada par le label Koch (1998), Popular ayant fait faillite. France Joli participe un peu à l’écriture et aux arrangements. Icône du disco, France Joli aura marqué les discothèques de toute l'Amérique.

## Discographie
- 1979 : France Joli
- 1980 : Tonight
- 1981 : Now!
- 1983 : Attitude
- 1985 : Witch of Love
- 1989 : Greatest Hits
- 1998 : If You Love Me
- 2010 : Divas of Disco: Live

## Lauréat et nomination

### Gala de l'ADISQ
| Année | Catégorie                                                                        | Pour        | Résultat   |
| ----- | -------------------------------------------------------------------------------- | ----------- | ---------- |
| 1980  | artiste hors-Québec                                                              | France Joli | nomination |
| 1980  | interprète féminine de l'année                                                   | France Joli | nomination |
| 1985  | artiste québécois s'étant le plus illustré hors-Québec dans le marché anglophone | France Joli | nomination |

### Prix Juno[5]
| Année | Catégorie                                          | Pour        | Résultat |
| ----- | -------------------------------------------------- | ----------- | -------- |
| 1980  | interprète féminine la plus prometteuse de l'année | France Joli | lauréat  |